# يان هيزل
يان هيزل (بالإنجليزية: Ian Hazel)‏ (1 ديسمبر 1967 في المملكة المتحدة - ) هو لاعب كرة قدم بريطاني في مركز الوسط. لعب مع نادي بريستول روفيرز وميدستون يونايتد ونادي ويمبلدون ونادي سلاو تاون وكارشالتون أثلتيك وAylesbury United F.C. ‏ وBanstead Athletic F.C. ‏ وتشيشام يونايتد ‏ وTooting & Mitcham United F.C. ‏.

## وصلات خارجية
- يان هيزل على موقع قاعدة بيانات كرة القدم.إي يو (الإنجليزية)